# Чарлі і великий скляний ліфт
«Чарлі і великий скляний ліфт» (англ. Charlie and the Great Glass Elevator) — дитячий фентезійний роман валлійського письменника Роальда Дала; продовження роману «Чарлі і шоколадна фабрика».
Роман було видано у США видавництвом Alfred A. Knopf у 1972 році, а в 1973 році у Великій Британії — видавництвом George Allen & Unwin. 
Українською мовою роман вийшов друком у видавництві «А-ба-ба-га-ла-ма-га» 20 вересня 2019 року.

## Анотація
Великий скляний ліфт, створений незрівнянним містером Віллі Вонкою, злітає у відкритий космос, і тут починається просто неймовірний сюжет...

## Український переклад
- Дал Р. Чарлі і великий скляний ліфт / Переклад з англійської: Віктор Морозов (за ред. Івана Малковича). — Київ: А-ба-ба-га-ла-ма-га, 2019. — 276 с. ISBN 978-617-585-176-0[1]